# Irma Scarla
Irma Scarla, eigentlich Irma Schweizer (* 14. August 1878 in München; † 16. Mai 1971 in Garmisch-Partenkirchen) war eine deutsche Theaterschauspielerin, die mehr als zwei Jahrzehnte dem Herzoglichen Hoftheater und späteren Landestheater in Braunschweig angehörte, dem heutigen Staatstheater Braunschweig.

## Leben und Wirken
Irma Scarla wuchs als Tochter eines Hofuhrmachers in München auf und nahm bei dem Münchener Hofschauspieler Alois Wohlmuth  Schauspielunterricht. Im Jahre 1900 trat sie erstmals als „Eve Rull“ im Lustspiel „Der zerbrochne Krug“ von Heinrich von Kleist in Frankfurt (Oder) auf. Nach Stationen am Mainzer Stadttheater und an der „Deutschen Volksbühne“ in Berlin kam sie zum „Deutschen Theater in den Donauländern“, mit dem sie in Belgrad, Sofia, Bukarest, Lemberg und anderen Städten der Region Triumphe feierte. 1904 spielte Scarla am Stadttheater Halle (Saale), bevor sie 1906 als Heroine (Heldendarstellerin) an das Hoftheater in Braunschweig engagiert wurde.
In Braunschweig hatte Scarla in nahezu 200 führenden Rollen und zahlreichen Nebenrollen großen Erfolg. Sie prägte den Darstellungsstil vieler Hebbel-Aufführungen, glänzte aber nicht nur durch moderne realistische Darstellungskunst und intensive Ausdruckskraft in klassischen Rollen, sondern auch durch ihr komödiantisches Talent und ihre Dialektbeherrschung in derben Mundartrollen. Bei der Feier zum 100-jährigen Bestehen des Braunschweigischen Infanterie-Regiments Nr. 92 trat sie 1909 in der Rolle der Germania auf.
1930 beendete Scarla ihre Karriere und zog in ihre Heimatstadt München, bevor sie 1942 nach Garmisch-Partenkirchen übersiedelte. Dort starb sie am 16. Mai 1971.
Irma Scarla gehört zu den Ehrenmitgliedern des Staatstheaters Braunschweig.

## Sonstiges
Im Städtischen Museum Braunschweig im Altstadtrathaus ist ein von Irma Scarla getragenes prächtiges, kunstvolles Theaterkostüm ausgestellt, das in einem ägyptisierenden Stil gehalten ist, einer bestimmten Rolle aber nicht mit Sicherheit zugeordnet werden kann. Mit einer gewissen Wahrscheinlichkeit dürfte Scarla es jedoch in der Rolle der Mylitta in dem Trauerspiel „Die Tochter der Semiramis“ getragen haben. Diese Tragödie wurde 1910 am Hoftheater Braunschweig zur Feier des 80. Geburtstags des Dichters Paul Heyse aufgeführt.
Irma Scarlas Wahlspruch lautete: „Was du tust, das tue ganz“.